# Cameron Porter
Cameron Bernard Porter (Centerville, 23 mei 1993) is een Amerikaans betaald voetballer die in 2015 een contract tekende bij Montreal Impact uit de Major League Soccer.

## Clubcarrière
Op 15 januari 2015 werd Porter als vijfenveertigste gekozen in de MLS SuperDraft 2015 door Montreal Impact. Zijn debuut maakte hij als invaller tegen Pachuca op 24 februari 2015 in de CONCACAF Champions League. Op 3 maart 2015 maakte hij eveneens tegen Pachuca zijn eerste professionele doelpunt en schreef daarmee direct clubgeschiedenis. In de laatste minuut van de extra tijd maakte hij de 1-1 op aangeven van Calum Mallace. Met het resultaat verzekerde Montreal zich van een plaats in de halve finales van de CONCACAF Champions League. Het was de eerste keer in de geschiedenis van de club dat de halve finales bereikt werden. Zijn Major League Soccer debuut maakte hij vervolgens in Montreal's eerste competitiewedstrijd van het seizoen, een 1-0 verlies tegen DC United.